# Bohuslav Sobotka
Bohuslav Sobotka, född 23 oktober 1971 i Telnice i Tjeckoslovakien (nuvarande Tjeckien), är en tjeckisk politiker (socialdemokrat) som mellan 29 januari 2014 och 6 december 2017 var Tjeckiens premiärminister. Han efterträddes av Andrej Babiš. Han har varit partiledare för det tjeckiska socialdemokratiska partiet sedan 2010. Mellan 2003 och 2004 samt mellan 2005 och 2006 var han Tjeckiens vice premiärminister.